# Gunther Ipsen
Gunther Ipsen, född 20 mars 1899 i Innsbruck, död 29 januari 1984 i Oberursel, var en tysk sociolog och professor i filosofi.

## Biografi
Gunther Ipsen föddes i Innsbruck år 1899; hans far Carl Ipsen (1866–1927) var professor i medicin. År 1922 disputerade Gunther Ipsen vid Leipzigs universitet med avhandlingen Über Gestaltauffassung. Erörterung des Sanderschen Parallelogramms och två år senare genomförde han sin habilitation vid samma universitet med avhandlingen Zur Theorie des Erkennens. Untersuchung über Gestalt und Sinn sinnloser Wörte. År 1933 utnämndes Ipsen till professor vid Königsbergs universitet.
Under 1920-talet anslöt sig Ipsen till den så kallade Leipzigskolan; andra medlemmar var Hans Freyer, Arnold Gehlen, Helmut Schelsky, Heinz Maus, Karl Heinz Pfeffer och Gotthard Günther. År 1937 blev Ipsen medlem av NSDAP; han hade år 1933 publicerat en bok med titeln Blut und Boden.